# Historia de la membresía de la Unión Europea
La historia de la membresía de la Unión Europea refiere a los procesos de adhesiones y retiradas de los diferentes Estados miembros de dicha organización, así como a la evolución de las condiciones necesarias para ambos procesos, ello teniendo en cuenta que la Unión es una entidad geopolítica —que cubre una gran parte del continente europeo— basada en numerosos tratados. Así, a lo largo de la historia la Unión ha vivido siete procesos de ampliación —ocho si se cuenta la reunificación alemana— y la salida del Reino Unido que se concretó en 2020.
Sus orígenes se remontan al periodo posterior a la Segunda Guerra Mundial, en particular la fundación en 1951 de la Comunidad Europea del Carbón y del Acero en París, tras la "declaración Schuman", y a los Tratados de Roma, el constitutivo de la Comunidad Económica Europea y el de la Comunidad Europea. En 1973, se incorporaron el Reino Unido (incluyendo Gibraltar), Irlanda y Dinamarca (incluida Groenlandia y excluidas las Islas Feroe). El proceso de ampliación continuo en 1981 cuando se incorporó Grecia, pero en 1985 se retiró Groenlandia (como consecuencia del referéndum de 1982). Sin embargo, en 1986 se incorporaron España y Portugal.
Comienza a usarse formalmente, en 1993, el término Unión Europea. Antes de esto, en 1990, la unión de la República Federal Alemana y la República Democrática Alemana (RDA) en una nueva RFA unificada constituyó una ampliación de la Unión sin que aumentara el número de Estados miembros. En 1995 se incorporaron Austria, Finlandia y Suecia. Pero la ampliación más grande se dio el 1 de mayo de 2004 cuando se incorporaron República Checa, Chipre, Eslovaquia, Eslovenia, Estonia, Hungría, Letonia, Lituania, Malta y Polonia. Ya en 2007 se incorporaron además Rumanía y Bulgaria.
En julio de 2013 se incorporó Croacia, el último nuevo Estado en adherirse hasta la fecha, y el 1 de enero de 2014 se amplió también la UE, aunque sin aumentar en número de Estados miembros, ya que el departamento de ultramar francés de Mayotte pasó a formar parte de la Unión Europea como la novena región ultraperiférica.

## Procedimiento para la adhesión

### Instrumento de asistencia a la preadhesión
En 1989 se creó el programa Phare, para apoyar financieramente a los países candidatos a la adhesión a la Unión de Europa del Este; facilitándoles medios para modificar sus sistemas económicos para que éstos sean compatibles con el resto de los países de la UE. De este modo, el programa Phare se convirtió en una herramienta para ayudar a los países candidatos a cumplir con los criterios de adhesión.

### Criterios de Copenhague
| Lo que un nuevo Estado miembro debe cumplir para adherirse a la Unión Europea |
| --- |
| Criterio político la existencia de instituciones estables que garanticen la democracia, el Estado de derecho, el respeto de los derechos humanos y el respeto y protección de las minorías. |
| Criterio económico la existencia de una economía de mercado viable, así como la capacidad de hacer frente a la presión competitiva y las fuerzas del mercado dentro de la Unión.            |
| La capacidad para asumir las obligaciones que se derivan de la adhesión, especialmente aceptar los objetivos de la unión política, económica y monetaria.                                   |
| Haber creado las condiciones para su integración mediante la adaptación de sus estructuras administrativas.                                                                                 |

En la cumbre del 21 y 22 de junio de 1993 en Copenhague, el Consejo Europeo estableció los criterios que todo país candidato debe cumplir para poder ingresar en la Unión Europea. Los principios fundamentales buscaban la homogeneidad de las instituciones en el seno de la UE, de forma que cada Estado miembro respete los principios de libertad, democracia, de los derechos humanos y las libertades fundamentales y Estado de derecho. Estos puntos se incluyeron en el Tratado de la Unión Europea (artículo 6, artículo 49). Luego se intensificaron dichos criterios en el Consejo Europeo de Madrid, en 1995.
Cuando estos criterios se acordaron en 1993 no existía un mecanismo para asegurarse que cualquier país que ya era miembro de la UE cumpliera estos criterios. Estas disposiciones entraron en vigor hacia los estados ya miembros el 1 de febrero de 2003 en virtud de las disposiciones del Tratado de Niza.

## Desarrollo principal
Diversas siglas y sus variantes en otros idiomas (EEC-6, EU-15, etc.) han sido utilizadas por diferentes medios para referirse a diversas fases de la ampliación y grupos de países dentro de las Comunidades Europeas (CE). También suelen utilizarse las expresiones: "Europa de los seis", "Europa de los nueve", y así, sucesivamente, de acuerdo al número de Estados miembros.
Salvo mención contraria, se asume que todos los estados se han incorporado un 1 de enero.

### Países fundadores (Tratado de Roma), 1957: CEE-6
En 1951, los países conocidos como los seis Estados fundadores constituyen la Comunidad Europea del Carbón y del Acero (CECA). Estos países son la República Federal Alemana, Bélgica, Francia (incluyendo Argelia como parte del Imperio colonial francés), Italia, Luxemburgo y los Países Bajos. Más tarde, en 1957, mediante los Tratados de Roma, estos mismos Estados fundaron la Comunidad Económica Europea (CEE) y la Comunidad Europea de la Energía Atómica (CEEA o Euratom). En 1962 Argelia dejó de ser territorio de las Comunidades Europeas, al independizarse de Francia.

### Primera ampliación en 1973: CE-9
En 1961 solicitaron la entrada a las Comunidades España, Dinamarca y el Reino Unido, y en 1962 lo haría Noruega. Sin embargo, en aquella época todavía reinaba un cierto escepticismo en cuanto a las ampliaciones y el presidente francés Charles de Gaulle votó en contra de la adhesión de Reino Unido, al que consideraba un caballo de Troya debido a la influencia que sobre él ejercían los Estados Unidos.  Esto paralizó las negociaciones con los tres países, algo que se volvería a repetir nuevamente con la negación de Charles de Gaulle en 1967. Únicamente cuando De Gaulle dejó el cargo en 1969 se consiguieron reactivar las negociaciones.
Sin embargo, el 53,5 % de los noruegos votaron en contra de la adhesión en un referéndum. El resultado negativo de la consulta provocó una crisis de gobierno y a ello siguió la dimisión del primer ministro Trygve Bratteli. Ya sin Noruega, en 1973 tendría lugar la primera ampliación de las Comunidades Europeas en la que se unieron el Reino Unido, Irlanda y Dinamarca.

### Segunda ampliación en 1981: CE-10
Ya en 1961, Grecia firmó el acuerdo de asociación con las Comunidades Europeas (en vigor a partir de 1962), en el cual se preveía la futura adhesión. A pesar de ello, la dictadura de los Coroneles (1967-1974) retrasó las negociaciones para consumar tal adhesión. Finalmente, es en 1981 cuando Grecia se une a las CE a pesar de ser un país relativamente pobre (en 2015 se descubriría, además, que ciertos datos económicos se falsearon para permitir su posterior adhesión al euro), pues se veía en él un gran potencial estrátegico y simbólico debido a su posición geográfica y su condición de "cuna de la democracia".

### Tercera ampliación en 1985: CE-12
El acta de adhesión de España a las Comunidades Europeas se firmó en Madrid, el 12 de junio de 1985 por el presidente del gobierno Felipe González en el Salón de Columnas del Palacio Real. Estuvieron también presentes el ministro de Asuntos
Exteriores Fernando Morán, el secretario de Estado de Relaciones con las Comunidades Europeas Manuel Marín, y el embajador representante permanente
ante las Comunidades Europeas Gabriel Ferrán.
El mismo día se realizó un acto similar en Lisboa ratificando la incorporación de Portugal.

### Quinta ampliación en 1995: UE-15
Con la entrada en vigor el 1 de enero de 1993 del Tratado de la Unión Europea (que se había firmado en la ciudad neerlandesa de Maastricht en 1992) se creó la actual "Unión Europea" que sustituía y agrupaba a las Comunidades Europeas anteriores. Se estableció también el mercado único y se hicieron realidad sus cuatro libertades: la libre circulación de mercancías, servicios, personas y capitales.
Dos años después se produjo la primera ampliación de la ya Unión Europea, que sería la quinta de la historia (teniendo en cuenta la incorporación de Alemania Occidental a Alemania): el 1 de enero de 1995 se integraron Austria, Finlandia y Suecia, por lo que la Unión contaba ya con quince miembros, conocida como "La Europa de los quince".

### Sexta ampliación en 2004: UE-25
La sexta ampliación tuvo lugar en 2004 y ha sido la que ha incorporado a un mayor número de países. En total, la Unión Europea contó desde el 1 de mayo con diez nuevos países y 75 millones de nuevos habitantes formando un espacio político y económico de 450 millones de ciudadanos que ahora incluía también a tres antiguas repúblicas soviéticas (Estonia, Letonia y Lituania), cuatro antiguos satélites de la Unión Soviética (Polonia, República Checa, Hungría y Eslovaquia), una antigua república yugoslava (Eslovenia) y dos islas mediterráneas (Chipre y Malta).

## Ampliación potencial de la Unión Europea
La ampliación potencial de la Unión Europea (UE) refiere a las diferentes negociaciones —en proceso o hipotéticas— que eventualmente pueden conducir a la adhesión de nuevos Estados miembros dentro de esta organización internacional. Ello teniendo en cuenta que las Comunidades Europeas, fundadas en los años 50 del siglo XX, contaban originalmente con seis Estados fundadores, por lo que, además de la ampliación de contenidos de los antiguos tratados constitutivos de dichas Comunidades, la UE es el también el resultado de las sucesivas ampliaciones con la adhesión de nuevos Estados miembros. Por eso, ha crecido hasta los 28 miembros —cifra que se ha reducido a 27 tras el Brexit—, y varios estados más han solicitado su adhesión o se espera que lo hagan en los próximos años.

## Particularidades de los países y territorios de ultramar
Los países y territorios de ultramar (PTU) son dependencias y territorios de ultramar de los Estados miembros de la Unión Europea, pero que, sin embargo, no forman parte integrante de la propia Unión Europea. Sus estatutos y sus relaciones con la UE se rigen caso por caso en el Tratado de la Unión Europea (TUE). La autonomía y las prerrogativas individuales de las que disfrutan dependen también de las relaciones que mantienen con los países a los que están vinculados.
Países y territorios de ultramar que se han adherido la Unión
Mayotte
El referéndum del 29 de marzo de 2009 sobre la departamentalización fue aprobado por el 95 % de los votantes (es decir, el 57 % del electorado), confirmando en un tercer referéndum la voluntad de la población local de seguir siendo francesa, en lugar de unirse a la nueva República Federal Islámica de las Comoras (entonces Unión de las Comoras). La organización por parte de Francia de un referéndum sobre la departamentalización de Mayotte fue naturalmente impugnada por el presidente de la Unión de las Comoras.
Antillas Neerlandesas
Entre 2000 y 2005 se celebraron referendos en todas las islas de las Antillas Neerlandesas para determinar el futuro de estas. El 22 de junio de 2000, el 68,9% de los votantes de Sint Maarten votó a favor de un Estatus Aparte (al igual que Aruba tiene hoy en día). 
El 10 de septiembre de 2004, Bonaire votó a favor de vínculos más estrechos con los Países Bajos. Esta opción recibió el 59,0% de los votos, mientras que el Estatus Aparte recibió el 24,1%. La opción de mantenerse dentro de las Antillas Neerlandesas tuvo el 15,9% de los votos, la independencia tuvo menos del uno por ciento. 
El 5 de noviembre de 2004, el 86,05% de la población en Saba también votó a favor de unos vínculos más estrechos con los Países Bajos; La opción de mantenerse dentro de las Antillas Neerlandesas obtuvo el 13,18% de los votos. La independencia recibió menos del uno por ciento de los votos. 
El 8 de abril de 2005, el 68% de las personas en Curazao votaron por el Estatus Aparte. La propuesta de vínculos más estrechos con los Países Bajos tuvo el 23% y la independencia recibió el 5% de la votación.
Países y territorios de ultramar que han abandonado la Unión
Groenlandia
Groenlandia originalmente se unió a la Comunidad Europea (antecesora de la Unión Europea) como parte de Dinamarca en 1973, sin embargo se retiró en 1985 tras una disputa sobre los derechos de pesca y un referéndum que sí dio referente al problema. No obstante, ya que es uno de los países y territorios de ultramar, la Unión Europea aún tiene cierta influencia sobre la isla, especialmente en asuntos de comercio de bienes daneses importados y/o exportados desde Groenlandia.
Argelia
Argelia originalmente se unió a la CECA (antecesora de la Unión Europea) como parte del Imperio colonial francés, pero se retiró al lograr la independencia el 5 de julio de 1962. Argelia consiguió la independencia después de estar poco menos de una década de guerra, desde el año 1954 hasta 1962, contra la colonización francesa, establecida en Argelia desde 1830. La guerra terminó con el reconocimiento, por parte de Francia, a través de los acuerdos de Evian de la independencia de Argelia.
Actualmente las relaciones Argelia-Unión Europea se rigen por el acuerdo que el 22 de abril de 2002 se firmó durante la conferencia EUROMED de la UE celebrada bajo presidencia española en Valencia, el cual entró en vigor, a todos los efectos, el 1 de septiembre de 2005.